# 捜査介入部 (フランス国家警察)

BRI-PPのエンブレム

捜査介入部（フランス語: Brigade de recherche et d'intervention, BRI）は、フランス国家警察の犯罪捜査部局。強盗・誘拐・人質立てこもり事件など凶悪犯罪の捜査と現行犯逮捕を旨としており、ギャング対策部隊（Brigade antigang）のニックネームで知られている。日本語では探索出動班とも訳される。また、特に元祖にあたるパリ警視庁のBRI（BRI Préfecture de Paris, BRI-PP）は対テロ作戦も担当しており、その場合、他部署から抽出した要員も加わった特殊部隊であるコマンド対策部隊
（Brigade anticommando, BRI-BAC）が編成される。

## 歴史
1960年代初頭、パリ市内では武装強盗や誘拐など重犯罪の増加が問題となっていたが、これに対しては、事件から出発して実行者を辿っていくという従来の捜査手法では対応困難であった。このことから、1964年9月22日、パリ地域圏司法警察局（パリDRPJ; 警視庁の刑事警察部門）刑事部長マックス・フェルネ上級警視正は、これらの凶悪犯が犯罪を発起した瞬間に現行犯で逮捕するという全く新しいコンセプトのもと、独自の機動性を与えた専従人員として、フランソワ・ル・ムエル警視正の指揮下に捜査介入班（Section de Recherche et d'Intervention）を創設した。1967年には30名規模に増強したうえで刑事部から独立し、これと同格の捜査介入部（Brigade de recherche et d'intervention）に格上げされて、パリDRPJの主要内部部局の一つとなった。この施策は非常に画期的だったため、BRIはギャング対策部隊（Brigade antigang）のニックネームで知られるようになり、国家警察の内部部局である犯罪対策中央部（OCRB; 2006年に組織犯罪対策中央部（OCLCO）に改編）や、その他の司法警察（PJ; 刑事警察部門）の地方支分部局でも、これに範をとった組織が設置されるようになった。
また1972年10月1日、警視庁はコマンド対策部隊（BRI-BAC: Brigade anticommando）の制度を発足させた。これは、人質事件やテロなどの重大事案発生時に、BRI-PPを基幹として、警視庁の他の部署から抽出した要員を加えたタスクフォースとして人質救出作戦・対テロ作戦部隊を集成するというものであり、同年に西ドイツで発生したミュンヘンオリンピック事件や、1969年にジロンド県セスタで発生した人質事件、そして1971年のビュッフェとボンタン事件といったフランス国内の人質事件の教訓を踏まえた施策であった。これにより、BRI-PPは特殊部隊としての性格を具備するようになった。なおこれは、公共安全中央局（DCSP）の介入部隊（GIPN）、更には国家憲兵隊の治安介入部隊（GIGN）よりも先行しており、西ドイツ国境警備隊のGSG-9よりも5日遅いだけで、フランスとしては初、欧州全体としても極めて先駆的な試みであった。

## 編制

### 組織
現在では、元祖にあたるパリ警視庁の隊（BRI Préfecture de Paris, BRI-PP）のほか、国家警察の内部部局としては組織犯罪対策中央部（OCLCO）に国家犯罪捜査介入部（BRI criminelle nationale, BRIN）が、大規模経済犯罪対策中央部（OCRGDF）に経済犯罪捜査介入部（BRIFN）が設けられている。また地方支分部局においても、マルセイユやリヨン、リールなど13個広域地域圏司法警察局（DIPJ）に設置されており、これらはOCLCOの出先機関としての性格もある。
BRI-BACは、上記の通りBRI-PPを基幹として編成されており、80名規模とされていた。BRI以外の人員としては、警察学校の教官や技術・兵站局の爆発物処理班、警察犬チームが招請されており、また1998年以降は公秩序・交通局（DOPC）の介入部隊（BI）も加わった。2019年現在、隊員数は約300名で、交渉チームや警察犬2チーム、6人の戦術衛生員が含まれている。BRIを含めてこれらの要員は、定期的に行われる集合訓練を除いて普段はそれぞれの本来業務に従事しているが、BRI-BACの編成が下令されると、事件の性質に応じて適宜チームを編成し、出動することになる。必要に応じてパリ圏外への派遣も行われており、この場合はヴィラクブレー空軍基地からフランス空軍の政府連絡航空群（GLAM; 1995年解隊）の航空機によって移動することになっていたが、編成下令から航空機離陸までの所要時間は1時間とされていた。なお警察無線のコードでは、BRI-BACは「トパーズ」と称されていた。

### 装備
- グロック17 自動拳銃[10]
- ベネリM4 スーペル90 散弾銃[10]
- H&K HK416 自動小銃[10]
- H&K HK417 自動小銃[10]
- PVP 装甲車[10]

## 活動史
パリ警視庁のBRI（BRI-PP）は、1964年に捜査介入班として創設された直後から銀行強盗や押し込み強盗などを相次いで検挙し、その件数は1971年の時点で既に数百件に達していた。ジャック・メスリーヌの検挙（1973年）および脱走後の捕捉・射殺（1979年）は、メスリーヌの悪名もあって有名になった。またBRI-BACはパリ警視庁の部隊ではあったものの、実際にはパリ圏外であっても、GIPNでは対応困難な事案が発生した場合には、内務大臣の指令を受けて全国規模で展開していた。実際、初出動も、1973年8月17日にブレストで発生した人質事件であった。
1985年には、BRI-PP/BACの指揮官OBであるロベール・ブルッサール上級警視正の指導のもと、国家警察総局（DGPN）直属の特殊部隊として特別介入部隊（RAID）が創設されていたが、2009年7月31日には国家警察介入総隊（FIPN）が設置されて、BRI-BACの作戦指揮はRAIDやGIPNと統合されることとなった。2015年1月9日のユダヤ食品店人質事件や同年11月13日のバタクラン劇場占拠事件（パリ同時多発テロ事件）では、BRI-BACとRAIDが共同で突入を行っている。

## 登場作品
- あるいは裏切りという名の犬
- ゴー・ファースト 潜入捜査官
- ザ・スクワッド（フランス語版）
- シティーハンター THE MOVIE 史上最香のミッション